# Delano & Aldrich
Delano & Aldrich fue un estudio de arquitectura estadounidense de estilo Beaux Arts con sede en Nueva York. Muchos de sus clientes se encontraban entre las familias más ricas y poderosas del estado. Fundada en 1903, la empresa operó hasta 1935 como sociedad, cuando Aldrich se fue a Roma. Delano continuó en su práctica casi hasta su muerte en 1960.

## Historia
La firma fue fundada en 1903 por William Adams Delano y Chester Holmes Aldrich, quienes se conocieron cuando trabajaban juntos en la oficina de Carrère y Hastings en los años previos al cambio de siglo.
Casi inmediatamente después de que se formó la firma, ganaron encargos de la familia Rockefeller, entre otros. Delano & Aldrich tendieron a adaptar los estilos arquitectónicos conservadores georgianos y federales para sus casas adosadas, iglesias, escuelas y una serie de clubes sociales para los Astor, Vanderbilt y Whitney . Por separado (Delano fue el más prolífico) y en conjunto, diseñaron varios edificios en Yale .
Su trabajo fue parte del evento de arquitectura en el concurso de arte en los Juegos Olímpicos de Verano de 1928 .
Aldrich dejó la sociedad en 1935 para convertirse en director residente de la Academia Americana en Roma, donde murió en 1940. Delano continuó practicando casi hasta su muerte en 1960.

## Obras destacadas

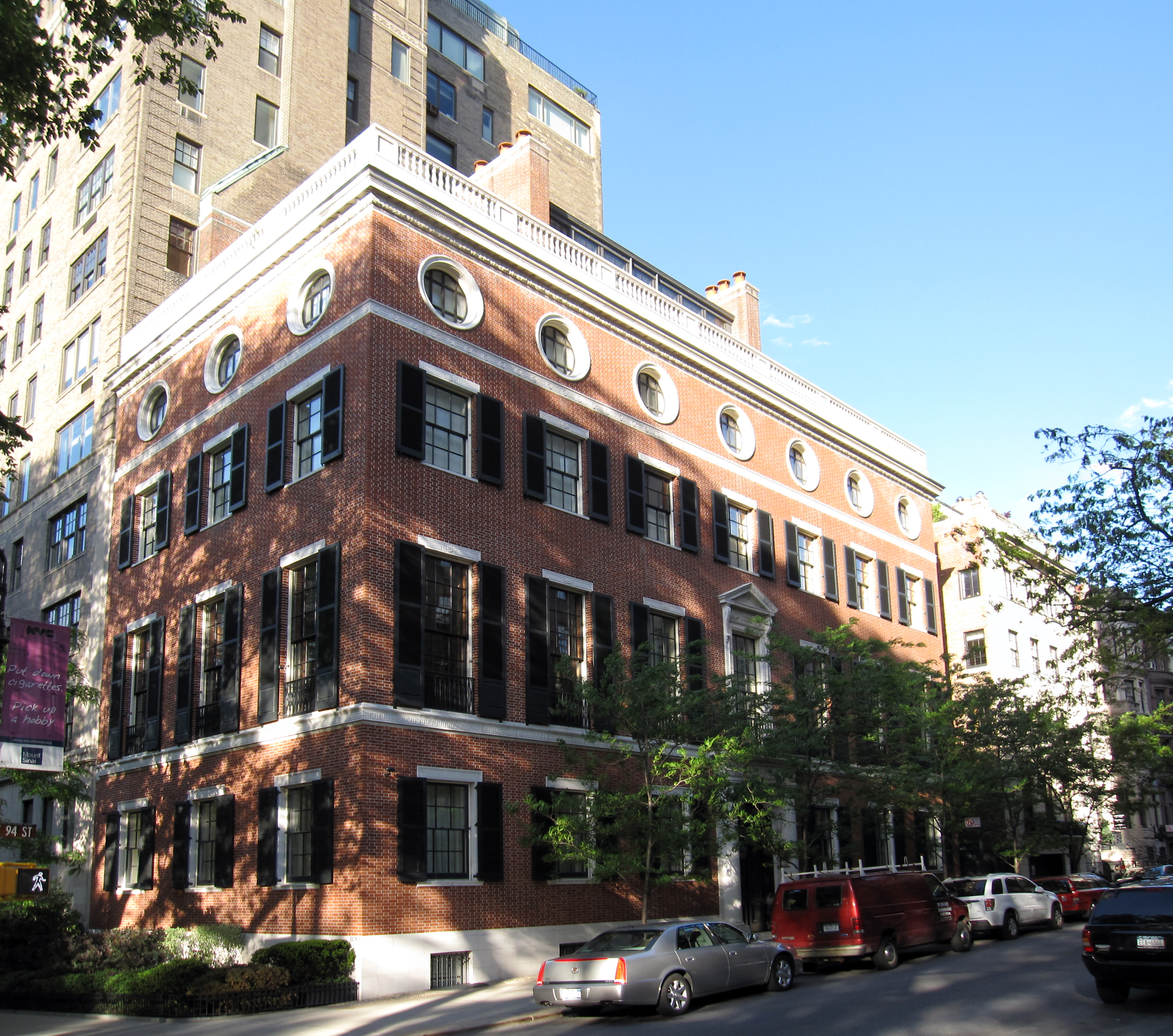
Casa de Willard D. Straight.

Edificios supervivientes (todos en la ciudad de Nueva York a menos que se indique lo contrario):
- Hathaway, Tannersville, Nueva York, 1907.
- High Lawn, (Lenox, Massachusetts), un regalo de bodas para William B. Osgood Field y su esposa, Lila Sloane Field, 1908; una de las "Berkshire Cottages", con bajorrelieves de la prima de la novia Gertrude Vanderbilt Whitney.
- Barbey Building, 15 West 38th Street, 1909.
- Walters Art Museum, Baltimore, 1910. Su primera comisión pública importante.
- (Center for Inter-American Relations), 1911. Casa adosada Neofederal, parte de una fila armoniosa que continúa un tema establecido por McKim, Mead y White al lado, en la primera línea de edificios a lo largo de Park Avenue, formada cubriendo las vías de Nueva York Central en el área.
- Wright Memorial Hall (now Lanman-Wright Hall), Old Campus, Yale University, New Haven, CT, 1912.  Brownstone Collegiate Gothic.[1]
- Kykuit, la principal mansión neoclásica en la finca de la familia Rockefeller, Sleepy Hollow, Nueva York, 1913.
- Casa de Willard D. Straight, Quinta Avenida, 1914. Posteriormente se utilizó como sede de la Sociedad Nacional Audubon y del Centro Internacional de Fotografía. Un bloque de ladrillo inglés, a la manera de Christopher Wren en Hampton Court, fue americanizado con contraventanas negras.
- Belair Mansion, renovación importante, en Bowie, Maryland, 1914.
- St. Bernard's School, 98th Street, 1915.
- Knickerbocker Club, 62nd y Quinta Avenida, 1915. Una discreta casa adosada federal en Quinta Avenida.

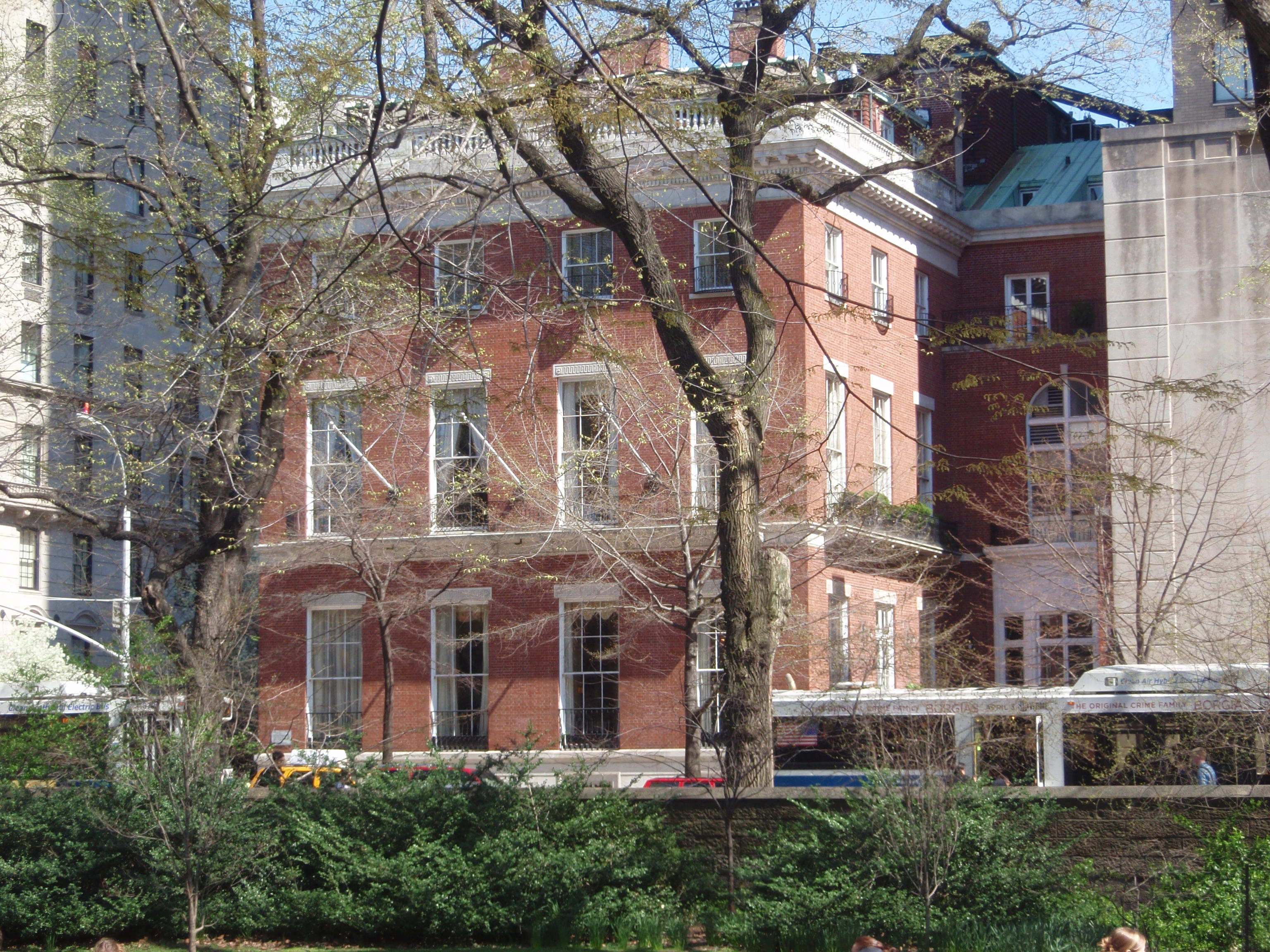
The Knickerbocker Club, Nueva York

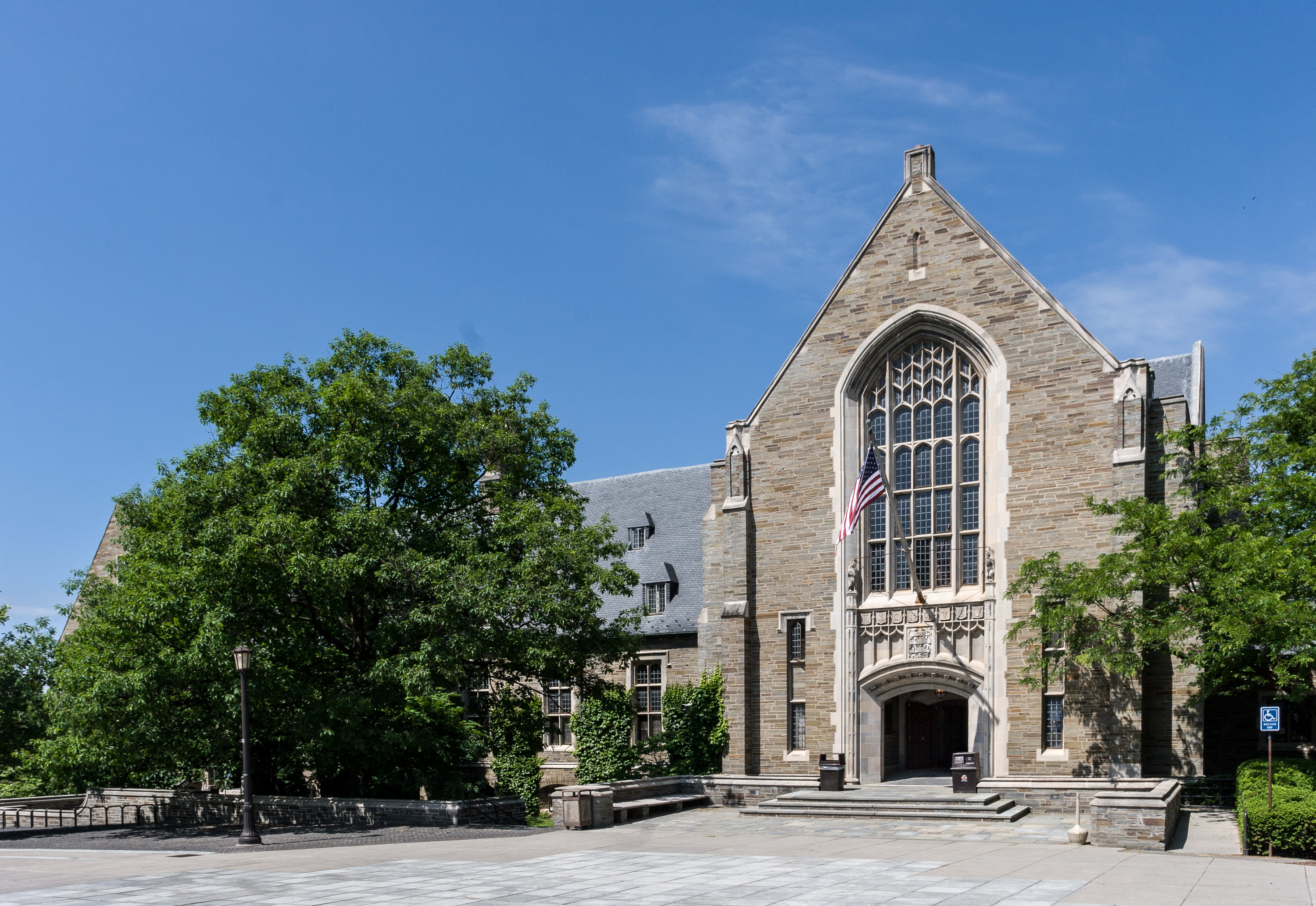
Willard Straight Hall (1925)

- Colony Club, 62nd and Park Avenue, 1916.
- Woodside (demolished), (Syosset, Nueva York), para James A. Burden y su esposa, Florence, 1916. Los arquitectos trabajaron el espíritu de Whitehall de Annapolis, una casa de plantación de 1760, en el diseño.
- Greenwich House, 1917.Más tarde, la comunidad agregó dos pisos a este centro, extendiendo hasta el límite la forma de casa georgiana.
- Francis F. Palmer House (más tarde George F. Baker, Jr. House), 75 East 93rd Street en Park Avenue, 1918 (modificado con un ala de salón de baile agregada en 1928).
- Cutting Houses, 12 to 16 East 89th Street, 1919.
- Cushing Memorial Gallery, Newport, Rhode Island, 1919.
- Oheka, Huntington, Nueva York, 1919.
- Harold Pratt House, 68th and Park, 1920, construido para Harold I. Pratt; ahora es la sede del Council on Foreign Relations.
- Interiors of the Grand Central Art Galleries, Nueva York, 1922.[5]
- Chelsea, the Benjamin Moore Estate, Muttontown, Nueva York, 1923.[6]
- Sterling Chemistry Lab, Science Hill, Yale University, New Haven, CT, 1923.[1]
- Third Church of Christ, Scientist; Park Avenue at 63rd Street, 1924.
- 1040 Park Avenue, at 86th, edificio de apartamentos, 1924. En bajorrelieve a lo largo de un friso clásico, las tortugas se alternan con las liebres. Condé Nast tomó el ático.
- Sage-Bowers Hall, Yale School of Forestry, New Haven, CT, 1924 (Sage), 1931 (Bowers). Dos edificios de estilo gótico colegial de piedra rojiza.[1]
- Willard Straight Hall, Cornell University, Ithaca, NY, 1925. Collegiate Gothic.[7]
- The Brook, 111 East 54th Street, 1925
- Fathers Building, The Lawrenceville School, Lawrenceville, NJ, inaugurado en septiembre de 1925
- William L. Harkness Hall, Yale University, New Haven, CT, 1927. Collegiate Gothic.[1]
- Chapin School, at 84th and East End Avenue, 1928. Neo-Georgian
- McPherson House, The Lawrenceville School, Lawrenceville, NJ, 1929
- 63 Wall Street, 1929. Las bandas verticales de ventanas se alternan con el revestimiento de piedra caliza de sillar en los contratiempos de un ático con gárgolas art déco.
- Alpha Chi Rho, ahora parte de la Escuela de Drama de Yale, New Haven, CT, 1930.[1]
- The U.S. Pavilion at the Venice Biennale,[8] 1930. Diseñado con Chester Holmes Aldrich, el edificio fue construido con mármol de Istria y ladrillo rosa.[9]
- "Peterloon," Indian Hill, Ohio, para John J. Emery, 1931
- Embassy of Japan in Washington D. C., 1931
- American Embassy, París, 1931
- Frank Porter Wood home, Toronto, 1931.  Now Crescent School.[10]
- Confederate Defenders of Charleston, Charleston, SC, 1932.
- U.S. Post Office, Glen Cove, Nueva York, 1932
- Sterling Divinity Quadrangle, Yale Divinity School, New Haven, CT, 1932.  Grupo colonial georgiano de edificios.[1]
- Union Club, 69th and Park Avenue, 1933. Un palazzo de piedra caliza de estilo italiano suavemente rústico a la manera de los clubes de Londres del siglo XIX, "uno de los últimos grandes monumentos del Renacimiento estadounidense".[11]
- Pan American Airways System Terminal Building (now Miami City Hall), Dinner Key in Miami, Florida, 1933
- Boxwood Lodge, cerca de Mocksville, North Carolina, 1933-1934
- New Post Office Department, Washington D. C., 1934
- Ferry Building, U.S. Immigration Station, Ellis Island, Nueva York, 1935-1936

## Archivo
El archivo de Delano y Aldrich está en manos del Departamento de Dibujos y Archivos de la Biblioteca Avery de Arquitectura y Bellas Artes de la Universidad de Columbia . Algunos registros históricos del trabajo de Delano & Aldrich en la sede de Wall Street de Brown Brothers Harriman se incluyen en la Colección Brown Brothers Harriman que se encuentra en las colecciones de manuscritos de la Sociedad Histórica de Nueva York .